# Sentier de grande randonnée 41
Le sentier de grande randonnée 41 (GR 41) relie Tours en Indre-et-Loire et Blesle en Haute-Loire en traversant le Loir-et-Cher, le Cher, l'Allier, la Creuse et le Puy-de-Dôme.
Il entre dans le Cher à Thénioux et en sort à Préveranges. Il traverse les communes de Vierzon, Mehun-sur-Yèvre, Chârost, Châteauneuf-sur-Cher, Saint-Amand-Montrond et Culan et longe le lac de Sidiailles. Entre Saint-Amand-Montrond et Culan, il fait une rapide incursion dans l'Allier, près de Meaulne-Vitray et Saint-Désiré.
Passé dans le département de la Creuse, il rejoint le sentier de grande randonnée 46 (GR 46) à Boussac et traverse la Petite Creuse en amont du château. Les deux GR suivent le même itinéraire jusqu'à Chambon-sur-Voueize et se séparent à quelques kilomètres au sud de cette ville. Le GR 41 continue vers Évaux-les-Bains et Auzances tandis que le GR 46 va vers Aubusson. Le GR 41 se dirige vers le sud et rejoint le sentier de grande randonnée 4 (GR 4) juste après leur entrée dans le Puy-de-Dôme.

## Galerie

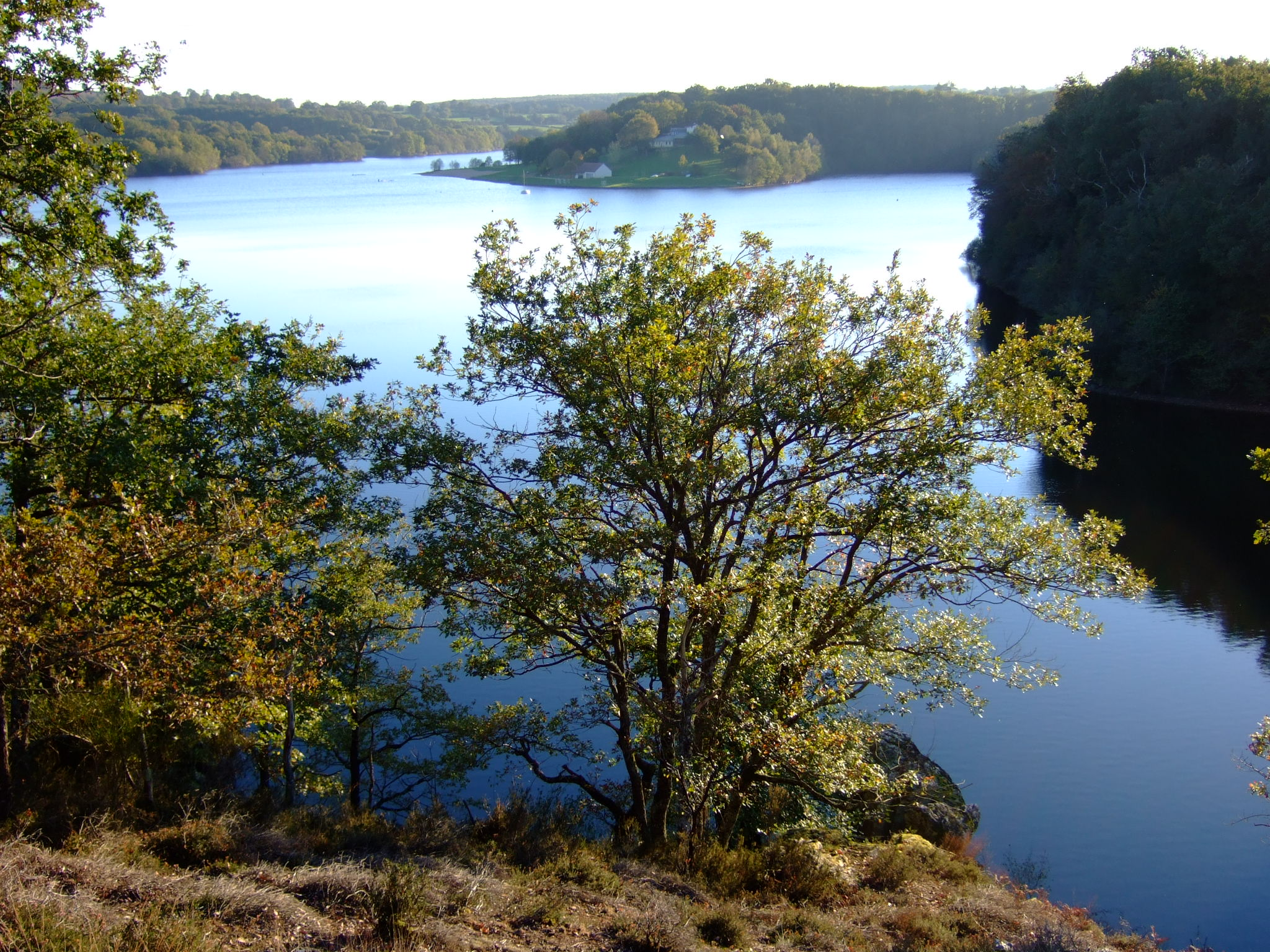
Le lac de Sidiailles (Cher) est longé en rive orientale par le GR 41.
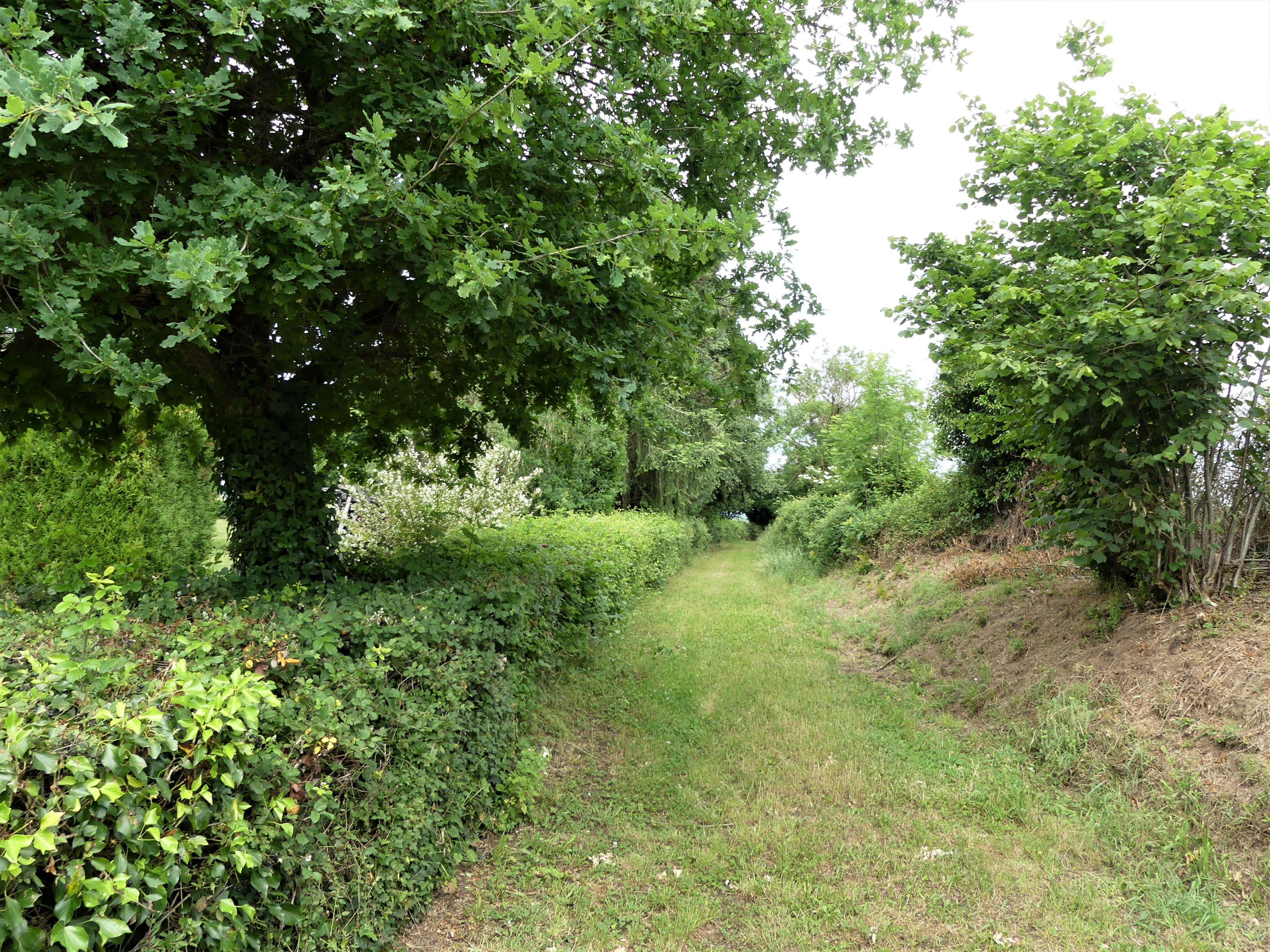
Le GR 41 à Saint-Julien-la-Genête (Creuse).
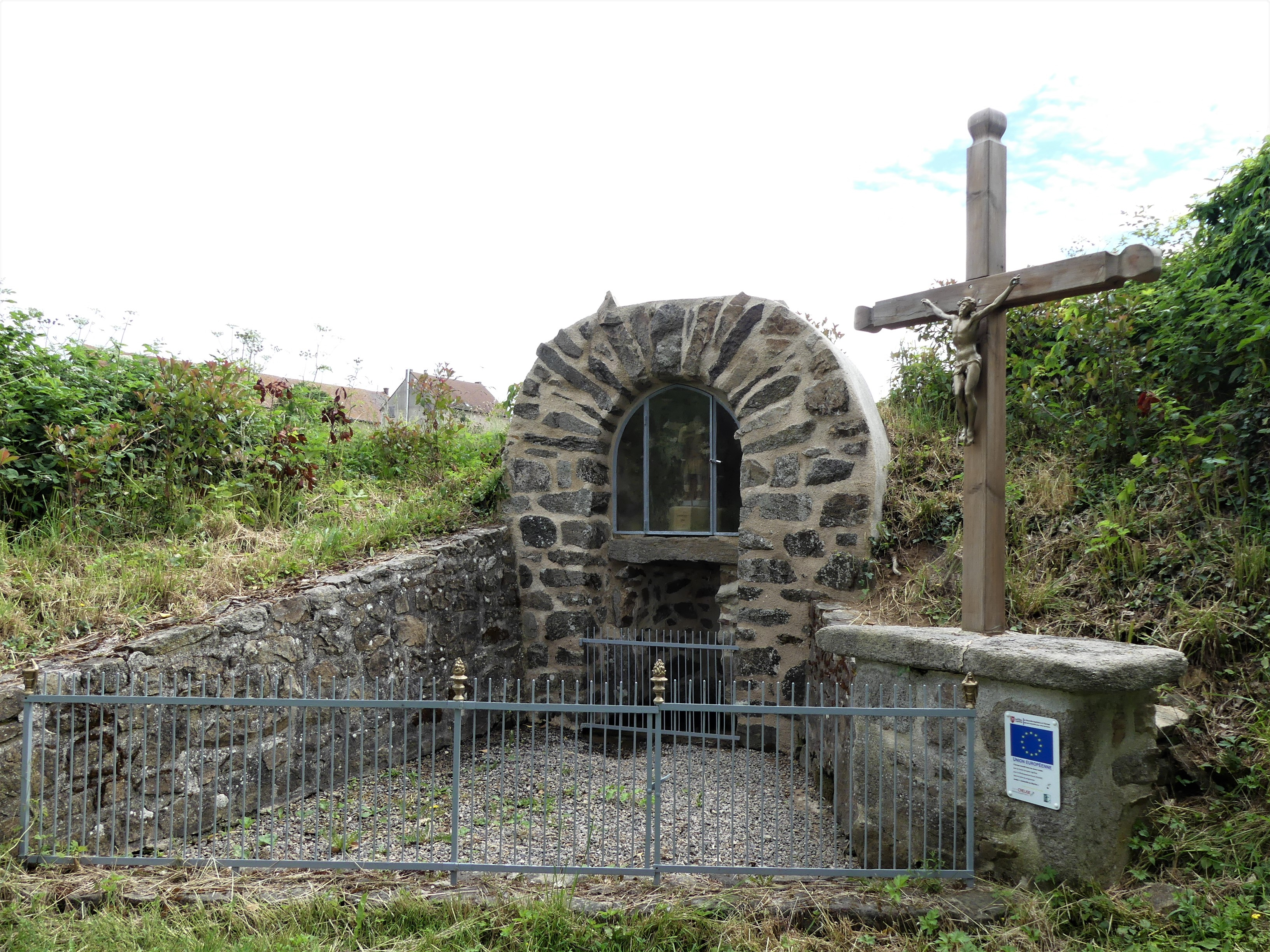
Oratoire et source sur le tracé du GR 41 à Saint-Julien-la-Genête.